# Arguel (Doubs)
Arguel foi uma comuna francesa na região administrativa de Borgonha-Franco-Condado, no departamento de Doubs. Estendia-se por uma área de 4,98 km². Em 2010 a comuna tinha 238 habitantes (densidade: 47,8 hab./km²).
Em 1 de janeiro de 2019, passou a fazer parte da comuna de Fontain.